# Секулово
 Тази статия е за селото в България.  За селото в Егейска Македония, Гърция, вижте Сакулево.  
Секулово е село в Североизточна България. То се намира в община Дулово, област Силистра.

## География
Населението на Секулово е смесено и се състои от българи, турци и цигани.

## История
До 1942 година името на селото е Усул кьой. Секулово се споменава в турски регистър от 17.09.1676 година под името Усул Шахвели в Силистренската кааза и във връзка с извънредния данък 'авариз', събиран обикновено във вид на ечемик.
На 15 октомври 2016 г. с празник и откриване на паметна плоча се отбелязват 340 години от съществуването на селото.

## Събития
„340 години СекуловоДостойнство, което не умира“
На 15 октомври 2016 г. Секулово отбелязва 340 години от създаването си с празника "340 години Секулово: Достойнство, което не умира. Идеята за него идва от бившата местна учителка Недка Стоянова, а реализатори са Боби Ейнджъл, Николай Илиев и народно читалище „Христо Ботев – 1941“.
По време на празника с водосвет за здраве, отслужен от отци на Доростолска епархия е открита първата паметна плоча в селото. Годишнината преминава със служби в джамията и църквата в Секулово, участие на фолклорни групи от съседните села, групи от ОУ „Св. св. Кирил и Методий“ и Тодор Кожухаров с оркестър „Южни ритми“. Присъстващи са над 500 гости.
„Enigma Rock“
„Enigma Rock“ е фестивал за рок музика, създаден от Боби Ейнджъл, Николай Илиев и Народно читалище „Христо Ботев – 1941“.
Първото издание на фестивала се провежда на 9 септември 2017 г. и е шумно отразено от медиите, най-вече заради безуспешните опити за неговата забрана от страна на кмета на Секулово Невзад Ибрям (който в интервю за сутрешния блок на Нова телевизия казва „Тази музика няма почва тук“) и местното районно управление на полицията.
Вторият Enigma Rock събира над 1500 души на 8 септември 2018 г. На сцената на фестивала свирят Everdream, Mirror, италианската група ArseA, първата българска банда свирила на Wacken Open Air Dash the Effort, а хедлайнъри на вечерта са Infected Rain.
„Секул Добруджански“
Празникът на етническия фолклор „Секул Добруджански“ се провежда за пръв път на 2 юни 2018 г. Той също е създаден от Боби Ейнджъл и е под патронажа на Николай Илиев и Народно читалище „Христо Ботев – 1941“. В него се включват десетки любителски колективи от страната, а атракция на събитието е Илия Луков.
През 2019 г. „Секул Добруджански“ се завръща на 1 юни, участниците в него са почти двойно повече, а специално участие взема Володя Стоянов – Войводата.
През 2020-а „Секул Добруджански“ се отлага поради паднемичната обстановка с COVID-19. Година по-късно (2021) се реализира при огромен интерес на 5 юни, а гост на събитието е Валя Балканска.

## Личности
Родени
- Петър Христов – световен шампион по вдигане на тежести, Монреал, 1980 година
- Милен Йорданов (1962 – 1987) – художник и музикант (негова изложба е поместена в музейната сбирка на местното читалище)
- Кмет Невзад Ибрям (Герб)